# Železniška proga Ljubljana Šiška–Kamnik Graben
Železniška proga Ljubljana Šiška–Kamnik Graben je ena izmed železniških prog, ki sestavljajo železniško omrežje v Sloveniji.

## Trasa
Začetna železniška postaja je Ljubljana Šiška, medtem ko je končna Kamnik Graben. Potniški vlaki sicer vozijo z ljubljanske glavne železniške postaje in se na tovorni postaji Ljubljana Šiška sploh ne ustavljajo. Druge železniške postaje na progi so:

## Zgodovina
Zamisli o lokalni železnici do Kamnika segajo v 1880. leta. Najvažnejša industrija je bila državna smodnišnica ob Kamniški Bistrici, obenem pa je bila pomembna tudi trgovina z lesom, apnom in cementom. Graditev je pospešil sklep kranjskega deželnega zbora s 13. julija 1880, ki je obljubljal podporo gradnji proge. 14. aprila 1889 sta koncesijo za gradnjo dobila inž. Oskar Lazarini in industrialec Alojz Prašnikar, ki sta se zavezala ustanoviti delniško družbo in zgraditi progo v dveh letih. Obhodna komisija je na osnovi obhoda trase, opravljenega v prvi polovici oktobra 1889, 26. oktobra 1889 izdala gradbeno dovoljenje. Trasa proge je nezahtevna brez večjih usekov in nasipov; najzahtevnejši objekt je železniški most preko Save z Ježice na Črnuče. 23 km dolga proga je bila dograjena v roku in predana v promet 28. januarja 1891. Po dograditvi se je izkazalo, da dohodki ne dosegajo pričakovanj. Z zakonom, sprejetim 12. aprila 1893 je bilo progi podeljeno državno poroštvo, ki pa je bilo vezano na pogoj, da se državi priznajo dejanski obratovalni stroški namesto pavšalnih, obenem pa je bila država pooblaščena, da odkupi osnovne delnice po največ 50 % nominalne vrednosti. 13. decembra 1894 je bil sklenjen sporazum z delničarji, po katerem je država prevzela kamniško železnico v svojo last. Vlaki na tej progi so vozili le do gorenjskega kolodvora, saj z Družbo južne železnice ni bil sklenjen sporazum o souporabi glavnega kolodvora; praksa se je ohranila še desetletja. Zaradi zmanjšanega prometa je bil na progi leta 1968 ukinjen potniški promet, ki pa je bil desetletje pozneje, leta 1978, znova vpeljan.